# 菲律宾革命
菲律宾革命西班牙人称为他加禄战争（西班牙語：Guerra Tagalog），是在1896年–1898年間，菲律宾人民为争取脱离西班牙帝国而和西班牙殖民者进行的一场战争。革命始於1896年8月，西班牙政府發現一個由安德烈·滂尼发秀領導的反殖民地的秘密組織卡蒂普南。作為解放運動組織，卡蒂普南希望透過武力反抗西班牙殖民政府，建立一個獨立的菲律賓國，並逐漸影響菲律賓人民。在加洛坎市舉行大型集會後，卡蒂普南的領導者組織革命政府他加祿共和國，並宣佈全國發動武裝革命。博尼法西奧號召人民攻擊菲律賓首都馬尼拉的行動雖然失敗，但周圍的城市卻開始反抗殖民政府，尤其由馬里亞諾·阿爾瓦雷斯（Mariano Álvarez）及埃米利奧·阿奎納多領導的甲米地省叛亂早期更取得勝利。隨著博尼法西奧於1897年逝世，阿奎納多在一系列的權力鬥爭下取得勝利，取得革命政府的控制權。同年，革命黨人與西班牙政府簽定破石洞條約（the Pact of Biak-na-Bato），雙方暫時停止敵對狀態，阿奎納多隨即逃亡至香港。然而，敵對狀態從未中止。
1898年12月，美國和西班牙在美西戰爭後簽訂巴黎條約，西班牙以兩千萬美元將菲律賓賣給美國。由於菲律賓第一共和國政府反對巴黎條約，1899年美菲战争爆發，美國獲勝，佔領菲律賓。美國在二戰後的1946年承認菲律賓獨立。

## 相關影視
- 《1898，菲律宾的最后岁月》1898. Los últimos de Filipinas，2016，西班牙。[3]